# Minster Mountain
Minster Mountain (von englisch minster ‚Münster‘) ist ein stark zerklüfteter Berg im ostantarktischen Viktorialand. In den Usarp Mountains ragt er nördlich des Pomerantz-Tafellands und unmittelbar westlich des Mount Gillmor auf.
Wissenschaftler der New Zealand Geological Survey Antarctic Expedition benannten ihn so, weil er sie an gotische Architektur erinnerte.